# 1403
Évszázadok: 14. század – 15. század – 16. század
Évtizedek: 1350-es évek – 1360-as évek – 1370-es évek – 1380-as évek – 1390-es évek – 1400-as évek – 1410-es évek – 1420-as évek – 1430-as évek – 1440-es évek – 1450-es évek
Évek: 1398 – 1399 – 1400 – 1401 –  1402 – 1403 – 1404 – 1405 – 1406 – 1407 – 1408

## Események
- március 9. – IX. Bonifác pápa György boszniai püspököt áthelyezi a veszprémi egyházmegye élére.
- július 21. – IV. Henrik angol király serege a shrewsbury-i csatában megveri a Henry Percy vezette lázadók seregét. A csatában Percy is elesik, de a „fehér rózsa” felkelői északon folytatják a harcot.
- Husz János elkezdi tanai hirdetését Csehországban.
- augusztus 5. – Zárában magyar királlyá koronázzák László nápolyi királyt. Válaszul Luxemburgi Zsigmond megtagadja az engedelmességet a riválisát támogató pápának, és lefoglalja a megüresedett egyházi javakat. Zsigmond serege Stibor vajda vezetésével Pápoc mellett megveri a Lászlót támogatók seregét. Később a Lászlót támogató mozgalmat visszaszorítja Horvátországba, Dalmáciába és Boszniába.
- október 8. – Zsigmond bocsánatot hirdet a hűségére visszatérőknek. A dalmát városok többsége (Zára kivételével) ismét meghódolnak a királynak, mire László visszatér Nápolyba, és Dalmácia székhelyén, Zárában helytartónak kinevezi felesége, Lusignan Mária unokatestvérét, Lusignan Jánost, Lusignan János ciprusi régens természetes fiát.

## Az év témái

### 1403 a tudományban
- Jung-lö kínai császár hatalmas lexikont állít össze (mindössze 3 példány készül), mely 22 937 (más források szerint 11 092) címet tartalmaz.

## Születések
- február 22. – VII. Károly francia király († 1461)
- szeptember 25. – III. Lajos címzetes nápolyi király († 1434).

## Halálozások
- március 8. – I. Bajazid oszmán szultán (* 1354).